# Arguineguín

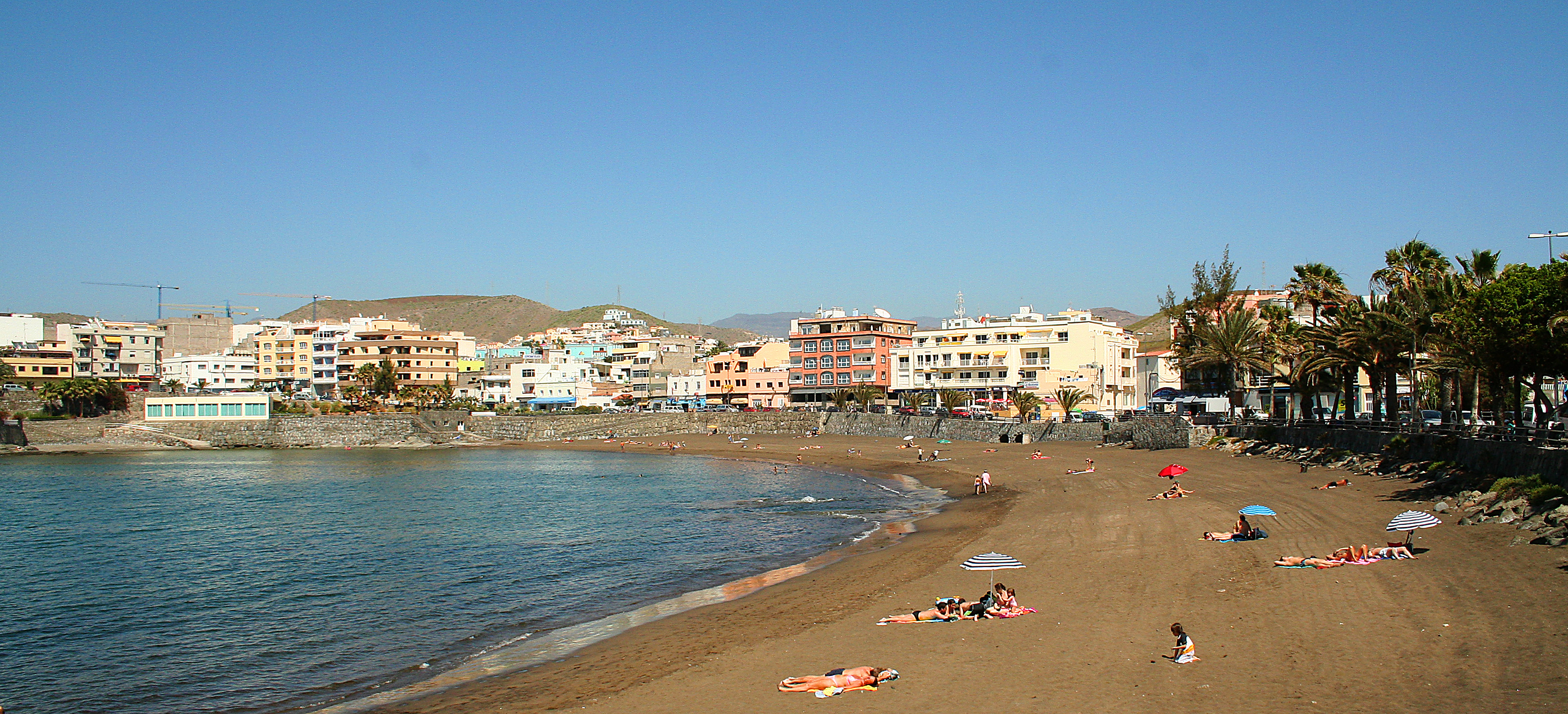
Stranden i Arguineguín.

Arguineguín är ett fiskeläge på Gran Canarias sydkust, med 2 394 invånare (2016).
Orten utgör sydspetsen av kommunen Mogán.
Arguineguín har en strand och en hamn. Turismen är mindre omfattande än i de större turistorterna som Puerto Rico och Maspalomas. Tisdag är marknadsdag.
Inslaget av norrmän är påtagligt, särskilt under vinterhalvåret, med norsk kyrka, norsk skola och norsk läkarmottagning.
Fotbollsspelaren David Silva, Real Sociedad , kommer ifrån Arguineguín.